# 玉米黑粉菌
玉米黑穗菌是属于黑穗菌目黑穗菌科黑穗菌属的一种真菌，寄生在玉蜀黍属、类蜀黍属植物上，可引起玉米黑穗病。其菌瘿可食用，称为玉米乌米、玉米蘑菇或墨西哥松露（huitlacoche）。该种分布于全世界各地。

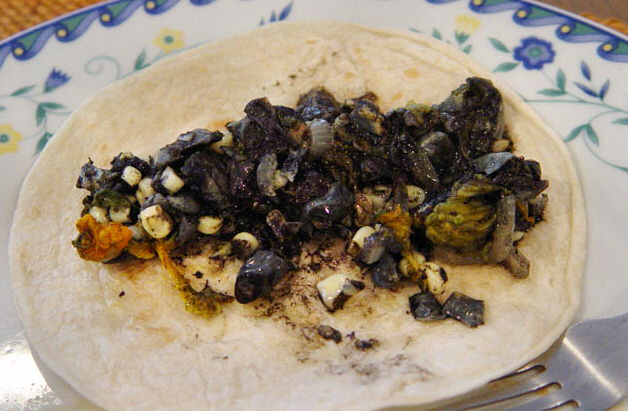
墨西哥松露墨西哥玉米餅

## 参阅
- 食用蕈